# 上奥地利州罗尔巴赫
上奥地利州罗尔巴赫是奥地利上奥地利州罗尔巴赫县的一个旧市镇。总面积7平方公里，总人口2483人，人口密度354.7人/平方公里（2011年）。
2015年5月1日，上奥地利州罗尔巴赫与罗尔巴赫附近贝格合并为新市镇“罗尔巴赫-贝格”。